# Lamellenschijf

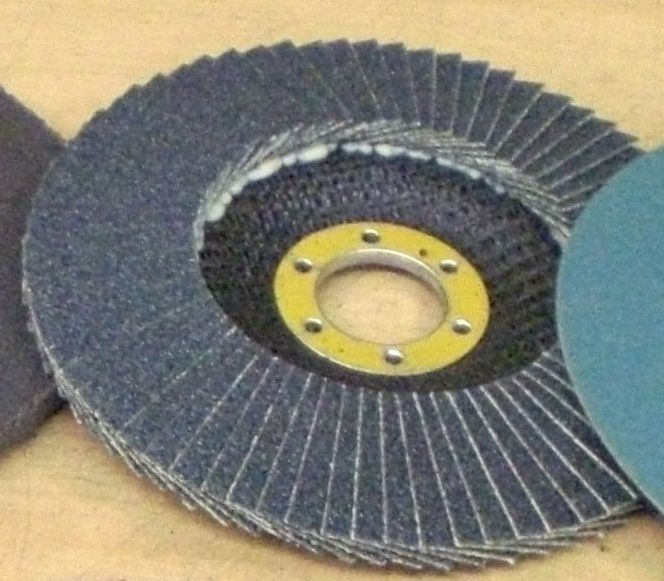
Een lamellenschijf

Een lamellenschijf is een slijpschijf gemaakt van lamellen met een schuurmiddel. De schijf wordt meestal gebruikt voor het afwerken van vooral lasnaden, maar ook voor zwaarder schuurwerk. Dit gebeurt met gebruik van bepaalde gereedschappen zoals een haakse slijper om bijvoorbeeld metaalbewerkingen als lassen, knippen, boren, ponsen af te werken. 
Het verschil met een schuurschijf is dat een lamellenschijf in één richting kan schuren of slijpen en recht op het materiaal kan werken. Bij het schuren van gegroefd hout kan het schuren met de nerf mee van belang zijn, iets dat met een platte schuurschijf lastig is.
De naam lamellenschijf komt van de constructie, het is een afbraamschijf met daarop kleine reepjes schuurlinnen, de lamellen. Het combineert dan ook datgene waar een afbraamschijf en schuurschijf geschikt voor zijn. 

## Vormen
Lamellenschijven zijn er in diverse soorten, kwaliteiten, schuurkorrel/grofte, vorm en diameters. Twee vormen zijn:
1. Vlak type F27
2. Schuin type F29

## Soorten
De meest voorkomende soorten zijn:
- Aluminium korund, 'bruin' voor "lichtere" toepassingen zoals schuren, aluminium, kunststof, slijpen van zachtere- normale staalsoorten
- Zirkonium korund, 'blauw' voor "normale" toepassingen, langdurig gebruik, hardere staalsoorten, RVS, lasnaden etc.
- Zirkonium korund, 'groen' voor "zwaardere" toepassingen waar standtijd en verminderde warmte ontwikkeling belangrijk zijn
- Ceramic korund, 'rood' voor zeer zware toepassingen met veel druk, hoog vermogende machines zonder te veel warmte ontwikkeling

## Diameter
Diameters waarin de lamellenschijven standaard geproduceerd worden zijn bijvoorbeeld:
- 115 mm
- 125 mm
- 178 mm

## Korrel
De schuurkorrel/grofte waarin de lamellenschijven te verkrijgen zijn:
- Alleen schuurlinnen K36, K40, K60, K80, K120
- Alleen schuurvlies materiaal, grof (K180), medium (K240/320) en fine (K400)

## Kwaliteit
De kwaliteit van lamellenschijven hangt af van de drager, glasvezel, metaal, kunstsofdrager (body). Daarnaast ook het gebruikte schuurlinnen, het schuurmateriaal zelf. Per merk zijn er meestal verschillende kwaliteiten in de diverse soorten.

## Toepassing
De toepassing bevindt zich in het gebied van afbramen en schuren van metalen.
- Een afbraamschijf kan in verhouding meer materiaal wegslijpen, gaat dus snel. Deze bewerking laat een grove structuur achter die nabewerking vergt.
- Een schuurschijf neemt in verhouding weinig materiaal weg, gaat dus langzaam. Hij laat een fijne structuur achter die weinig of geen nabewerking vergt.
- Een lamellenschijf slijpt, afhankelijk van de korrel, relatief veel materiaal weg door de grote druk vanwege het kleinere geraakte oppervlak en er is dan, weer afhankelijk van de korrel, relatief weinig of geen nabewerking nodig.